# 清水千恵
清水 千恵（しみず ちえ、5月9日 - ）は、日本の女性声優。東京都出身。身長170cm。血液型はO型。勝田声優学院15期同期は水沢史絵、映像テクノアカデミア卒業。かつてはエーエス企画、ケンユウオフィスに所属していた。

## 出演作品

### テレビアニメ
- KND ハチャメチャ大作戦（ラッソラス、マダムマーガレット）
- ジェニーはティーン☆ロボット（女王ヴェクサス）
- ダック・ドジャース（レスリーの母）
- トビアストッツ（クマ）
- パワーパフガールズ（老婦人）
- プチバンピ（ガイコツ）

### OVA
- _summer（駄菓子屋のおばあちゃん）

### 吹き替え

#### 海外ドラマ
- アグリー・ベティ（コールガール）
- ウェーバリー通りのウィザードたち（キャリコ・ウーマン）
- OZ/オズ（クレア・ハウエル）
- クリミナル・マインド FBI行動分析課（ヘレン）
- コールドケース 迷宮事件簿（ケイリトン）
- CSI:科学捜査班
- 天国の階段（女）
- バビロン5（地球軍下士官、保安幹部官僚）
- ハロー・スーザン（エラ、ジョアンニ）
- 5デイズ（マンディーマーフィー）
- プリズン・ブレイク（ガリエゴ婦人）
- ヤング・スーパーマン（ドナ）
- LOST（ジーナ）

#### 外画
- アドレナリン（カレン）
- アンダーキングダム（エリザベス）
- イーブンスティーブンス（バブズ）
- インファナル・アンフェア 無間笑（シャロン）
- ウエディング宣言（モーガン）
- エーミールと探偵たち（サム）
- エマニエル（パム）
- 50回目のファースト・キス
- ザ・ガーディアン（サマンサファナリ、カレン）
- 白髪魔女伝説（紅花鬼母）
- ストライキング・レンジ
- SOUTHLANDTALES（サーペンタイン）
- 1200℃ ファイヤーストーム（パトリツィア）
- タイガー&ドラゴン　伝説降臨（マダム・ジウ）
- ダンス・オブ・ドリーム（フェイ）
- チェ・ゲバラ&カストロ（ミルタ）
- とかげの可愛い嘘（教師）
- HOUSE（母親）
- バビロン5（地球軍下仕官）
- ヤング・スーパーマン（受付）
- プラダを着た悪魔（リリー）
- リバーワールド（マリ）

#### ボイスオーバー
- アジアを食べる
- 迷宮事件ファイル

### ラジオ
- FM世田谷 怪奇の宴シリーズ（ナビゲータ）
- 葛飾エフエム放送 創作童話朗読シリーズ